# Спомен-обележје на Рибничком мосту
Спомен-обележје на Рибничком мосту, у Мионици, постављен је 1984. године на месту где је Живојину Мишићу, током Колубарске битке, 15. новембра 1914. године, предата команда над Првом армијом.
Обележје, рад вајара Небојше Митрића, у каменом блоку представља у барељефу попрсје Живојина Мишића, са текстом:
Војници
децо
стојте
усправите се
окрените лице
непријатељу
Војвода
Живојин Мишић
новембра 1914
у Мионици